# Neomyro
Genre
Neomyro est un genre d'araignées aranéomorphes de la famille des Toxopidae.

## Distribution
Les espèces de ce genre sont endémiques de Nouvelle-Zélande.

## Liste des espèces
Selon World Spider Catalog (version 18.5, 15/11/2017) :
- Neomyro amplius Forster & Wilton, 1973
- Neomyro circe Forster & Wilton, 1973
- Neomyro scitulus (Urquhart, 1891)

## Publication originale
- Forster & Wilton, 1973 : The spiders of New Zealand. Part IV. Otago Museum Bulletin, vol. 4, p. 1-309.